# Marathon féminin aux championnats du monde d'athlétisme 2009
Navigation
Osaka 2007 Daegu 2011
L'épreuve du marathon féminin des championnats du monde de 2009 s'est déroulée le 23 août 2009 dans les rues de Berlin, en Allemagne, avec une arrivée au Stade olympique. Elle est remportée par la Chinoise Bai Xue.

## Critères de qualification
Pour se qualifier, il fallait avoir réalisé moins de 2 h 43 min 00 s sur la distance traditionnelle de 42,195 km, du 3 septembre 2007 au 3 août 2009.

## Résultats
| Place              | Athlète                    | Nationalité      | Temps           | Notes |
| ------------------ | -------------------------- | ---------------- | --------------- | ----- |
| Médaille d'or      | Bai Xue                    | Chine            | 2 h 25 min 15 s | SB    |
| Médaille d'argent  | Yoshimi Ozaki              | Japon            | 2 h 25 min 25 s | SB    |
| Médaille de bronze | Aselefech Mergia           | Éthiopie         | 2 h 25 min 32 s |       |
| 4                  | Zhou Chunxiu               | Chine            | 2 h 25 min 39 s | SB    |
| 5                  | Zhu Xiaolin                | Chine            | 2 h 26 min 08 s | SB    |
| 6                  | Marisa Barros              | Portugal         | 2 h 26 min 50 s |       |
| 7                  | Yuri Kano                  | Japon            | 2 h 26 min 57 s | SB    |
| 8                  | Nailya Yulamanova          | Russie           | 2 h 27 min 08 s |       |
| 9                  | Alevtina Biktimirova       | Russie           | 2 h 27 min 39 s | SB    |
| 10                 | Kara Goucher               | États-Unis       | 2 h 27 min 48 s | SB    |
| 11                 | Desiree Davila             | États-Unis       | 2 h 27 min 53 s | PB    |
| 12                 | Julia Mumbi Muraga         | Kenya            | 2 h 28 min 59 s | SB    |
| 13                 | Sun Weiwei                 | Chine            | 2 h 29 min 39 s | SB    |
| 14                 | Yoshiko Fujinaga           | Japon            | 2 h 29 min 53 s |       |
| 15                 | Svetlana Zakharova         | Russie           | 2 h 29 min 55 s |       |
| 16                 | Bezunesh Bekele            | Éthiopie         | 2 h 30 min 03 s |       |
| 17                 | Sabrina Mockenhaupt        | Allemagne        | 2 h 30 min 07 s | SB    |
| 18                 | Lisa Jane Weightman        | Australie        | 2 h 30 min 42 s | PB    |
| 19                 | Živilė Balčiūnaitė         | Lituanie         | 2 h 31 min 06 s | SB    |
| 20                 | Kim Kum-Ok                 | Corée du Nord    | 2 h 31 min 24 s |       |
| 21                 | Irene Limika               | Kenya            | 2 h 31 min 29 s |       |
| 22                 | Lidia Simon                | Roumanie         | 2 h 32 min 03 s |       |
| 23                 | Dire Tune                  | Éthiopie         | 2 h 32 min 42 s |       |
| 24                 | Beata Naigambo             | Namibie          | 2 h 33 min 05 s | PB    |
| 25                 | Alessandra Aguilar         | Espagne          | 2 h 33 min 38 s |       |
| 26                 | Epiphanie Nyirabarame      | Rwanda           | 2 h 33 min 59 s | NR    |
| 27                 | Atsede Baysa               | Éthiopie         | 2 h 36 min 04 s |       |
| 28                 | Tera Moody                 | États-Unis       | 2 h 36 min 39 s | SB    |
| 29                 | Olga Glok                  | Russie           | 2 h 36 min 57 s |       |
| 30                 | Paige Higgins              | États-Unis       | 2 h 37 min 11 s | SB    |
| 31                 | Yukiko Akaba               | Japon            | 2 h 37 min 43 s |       |
| 32                 | Lyubov Morgunova           | Russie           | 2 h 38 min 23 s |       |
| 33                 | Jong Yong-Ok               | Corée du Nord    | 2 h 38 min 29 s |       |
| 34                 | Susanne Hahn               | Allemagne        | 2 h 38 min 39 s |       |
| 35                 | Mary Davis                 | Nouvelle-Zélande | 2 h 38 min 48 s | PB    |
| 36                 | Tara Quinn-Smith           | Canada           | 2 h 39 min 19 s | SB    |
| 37                 | Risper Jemeli Kimaiyo      | Kenya            | 2 h 39 min 23 s |       |
| 38                 | Patrizia Morceli           | Suisse           | 2 h 39 min 37 s |       |
| 39                 | Sun Suk Yun                | Corée du Sud     | 2 h 39 min 56 s |       |
| 40                 | Judith Ramírez             | Mexique          | 2 h 40 min 18 s |       |
| 41                 | Fiona Docherty             | Nouvelle-Zélande | 2 h 40 min 18 s | PB    |
| 42                 | Un Suk Phyo                | Corée du Nord    | 2 h 40 min 39 s |       |
| 43                 | Adriana Aparecida da Silva | Brésil           | 2 h 40 min 54 s | PB    |
| 44                 | Shireen Crumpton           | Nouvelle-Zélande | 2 h 41 min 31 s | SB    |
| 45                 | Tanith Maxwell             | Afrique du Sud   | 2 h 41 min 48 s | SB    |
| 46                 | Annemette Aagaard          | Danemark         | 2 h 42 min 03 s | SB    |
| 47                 | Martha Komu                | Kenya            | 2 h 42 min 14 s | SB    |
| 48                 | Chol Sun Kim               | Corée du Nord    | 2 h 42 min 18 s |       |
| 49                 | Patricia Lossouarn         | France           | 2 h 42 min 40 s |       |
| 50                 | Laurence Klein             | France           | 2 h 42 min 47 s |       |
| 51                 | Zoila Gómez                | États-Unis       | 2 h 42 min 49 s | SB    |
| 52                 | Remalda Kergyte            | Lituanie         | 2 h 45 min 28 s | SB    |
| 53                 | Park Ho-sun                | Corée du Sud     | 2 h 47 min 16 s |       |
| 54                 | Stephanie Briand           | France           | 2 h 48 min 16 s |       |
| 55                 | Yamna Oubouhou             | France           | 2 h 50 min 02 s | SB    |
| 56                 | Hilaria Johannes           | Namibie          | 2 h 50 min 19 s | SB    |
| 57                 | Sandra Ruales              | Équateur         | 2 h 50 min 36 s |       |
| 58                 | Jane Suuto                 | Ouganda          | 2 h 52 min 44 s |       |
| 59                 | Cécile Moynot              | France           | 2 h 54 min 21 s |       |
| 60                 | Nuţa Olaru                 | Roumanie         | 3 h 00 min 59 s |       |
|                    | Magdaliní Gazéa            | Grèce            |                 | DQ    |
|                    | Maria Zeferina Baldaia     | Brésil           |                 | DNF   |
|                    | Robe Guta                  | Éthiopie         |                 | DNF   |
|                    | Ulrike Maisch              | Allemagne        |                 | DNF   |
|                    | Luminita Zaituc            | Allemagne        |                 | DNF   |
|                    | Yeoryía Abatzídou          | Grèce            |                 | DNF   |
|                    | Helena Loshanyang Kirop    | Kenya            |                 | DNF   |
|                    | Victoria Poludina          | Kirghizistan     |                 | DNF   |
|                    | Lee Sun-Young              | Corée du Sud     |                 | DNF   |
|                    | Dulce María Rodríguez      | Mexique          |                 | DNF   |
|                    | Luvsanlkhundeg Otgonbayar  | Mongolie         |                 | DNF   |
|                    | Clara Morales              | Chili            |                 | DNS   |
|                    | Luminita Talpos            | Roumanie         |                 | DNS   |

## Légende
Records et Performances
- AR : Record continental (area record)
- CR : Record des championnats (championship record)
- MR : Record du meeting (meet record)
- NR : Record national (national record)
- OR : Record olympique (olympic record)
- PR : Record paralympique (paralympic record)
- PB : Record personnel (personal best)
- SB : Meilleure performance personnelle de la saison (season's best)
- WL : Meilleure performance mondiale de l'année (world leader)
- WJR : Record du monde junior (world junior record)
- WR : Record du monde (world record)

Circonstances et Conditions
- DNF : N'a pas terminé (did not finish)
- DNS : N'a pas pris le départ (did not start)
- DQ : Disqualification (disqualification)
- NM : Aucun essai valable enregistré (No Mark)
- Q : Qualifié « directement » au prochain tour (ou à la prochaine compétition), lors d'une compétition majeure, grâce au classement ou à la réalisation des minima (automatic qualifier)
- q : Qualifié au prochain tour (ou à la prochaine compétition), lors d'une compétition majeure, grâce au repêchage ou à la réalisation de l'une des meilleures performances parmi celles des « non qualifiés directement » (grâce au meilleur temps ou à la meilleure distance par exemple) (secondary qualifier)